# Прапор Тернівки (міста)
Пра́пор Терні́вки — один з офіційних символів міста Тернівка Павлоградського району Дніпропетровської області, затверджений у 18 травня 2004 р. рішенням № 311-17/XXIV Тернівської міської ради.
Квадратне полотнище з співвідношенням сторін 1:1 складається з трьох рівновеликих горизонтальних смуг — синьої, жовтої та сірої, у верхньому куті від древка посередині синьої та жовтої смуг герб міста (висотою 1/3 сторони прапора).